# Cybertour d'Ébène

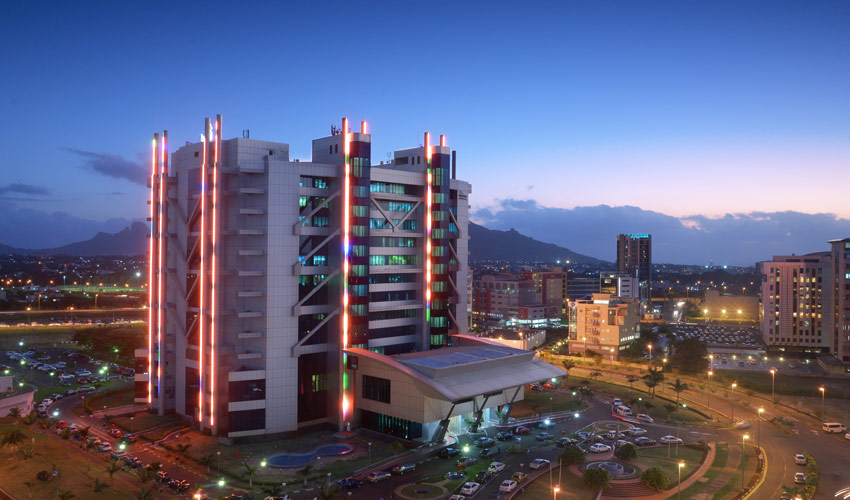

La Cybertour d'Ébène (aussi appelée depuis 2019 Tour Shri Atal Bihari Vajpayee en l'honneur de l'ancien Premier ministre indien) est une tour construite en 2003 sur l'île Maurice à 15 kilomètres au sud de la capitale, Port-Louis. C'est un bâtiment de douze étages, 72 mètres de haut, équipé de fibres optiques raccordé au câble SAFE et disposant d'un accès satellite. 
Résultat symbolique d'une politique visant à faire du pays une île intelligente, dans le sens numérique du terme, elle cherche à positionner l'économie nationale sur le marché des technologies de l'information et de la communication.
Son architecture se veut high-tech avec l'utilisation de plaques en aluminium tout autour de sa façade en baies vitrées. Elle a été conçue pour permettre aux entreprises de travailler 24 heures sur 24 avec une connexion Internet à très haut débit tout en minimisant les risques d'interruption de service.
Elle a été pensée et construite par des entreprises indiennes en un an, livrée le 2 juillet 2004 et officiellement inaugurée par le premier ministre indien Manmohan Singh le 1er avril 2005. Elle reflète l'expertise et le savoir-faire des Indiens dans le domaine des nouvelles technologies et est un signe visible du lien fort qui existe entre ces deux pays. La tour n'est qu'une pièce faisant partie d'un plan en plusieurs phases, visant à faire de Maurice le leader régional des TIC.
L'avantage concurrentiel de Maurice étant d'être un pays relativement sûr dans un monde de plus en plus incertain, de nombreuses entreprises telles que Microsoft, Hewlett-Packard et Infosys ont exprimé leur intérêt à s'installer dans le cyber parc d'Ebène notamment en vue d'y stocker des données cruciales. Mais la tour elle-même est occupée par de fameux centres d'appels et des SSII, sociétés de services informatiques.
Mais le chemin à parcourir sur la voie du succès est encore long : Maurice ne forme pour l'instant pas suffisamment d'ingénieurs informaticiens et a un besoin grandissant d'expatriés.

## Source
- (en) Article de Hindu Business Line.
- (en) Article de la BBC.